# Eofoersteria secunda
Eofoersteria secunda is een vliesvleugelig insect uit de familie Mymaridae. De wetenschappelijke naam is voor het eerst geldig gepubliceerd in 1978 door Viggiani.